# ラーレン (北ホラント州)
ラーレン(Laren、 発音)は、オランダの北ホラント州に位置する都市、基礎自治体(ヘメーンテ)。

## 解説
"Het Gooi"と呼ばれる地域に属し、その中では最古の町である。隣町のブラリクムとともにオランダでも最も裕福な町の１つでもある。オランダ国内では、20世紀後半の芸術植民地(芸術家たちが集う町。現在はシンガー美術館にて保存されている。)や、店が長距離にわたって並んでいることで知られる。ジャン・ブラークマンの著書"ザ　ウォー　イン　ザ　コーナー　(The War in the Corner)"の舞台でもある。

## 自治体(地元議会)
ラーレンの地元議会の議席は全部で１５議席あり、２０１０年以降の議席の状況は以下の通り：
- VVD－４議席
- ラーレン・ビハウド－５議席
- リベラル・ラーレン－２議席
- CDA－２議席
- PvdA－２議席

## 統計(２００７年度)
- 出生率－１０００人あたり７.２９人
- 死亡率－１０００人あたり１７.９４
- NGR－１年あたり１.０７パーセント[3]

## 著名な住民
- モナ・ルイーズ・パルソンス(女性のレジスタンス構成員。)
- ウィレミーン・アールデンブルフ(1966年生まれ。ホッケー選手。)
- マルセル・ヴァン・デル・ウェステン(1976年生まれ。ハードル走選手。)
- マウリッツ・エッシャー(1898年生まれ、1972年逝去。芸術家。)

## 写真

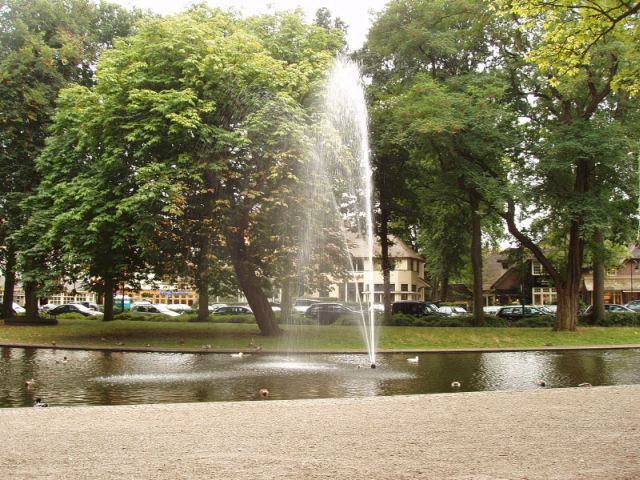
Coeswaerde周辺。
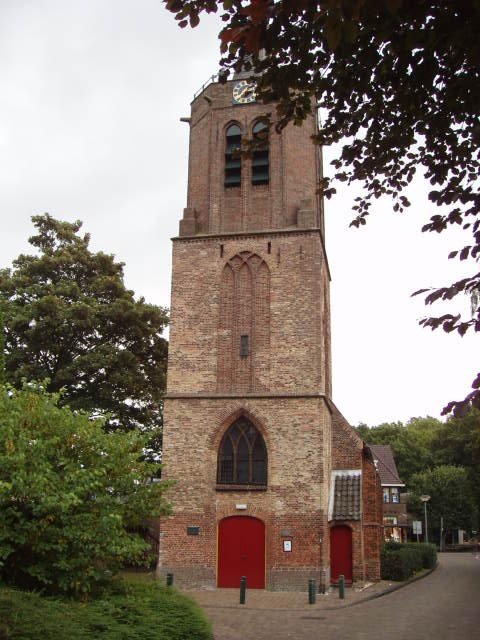
Hervormde Kerk周辺。

## ラーレンを描いた美術作品

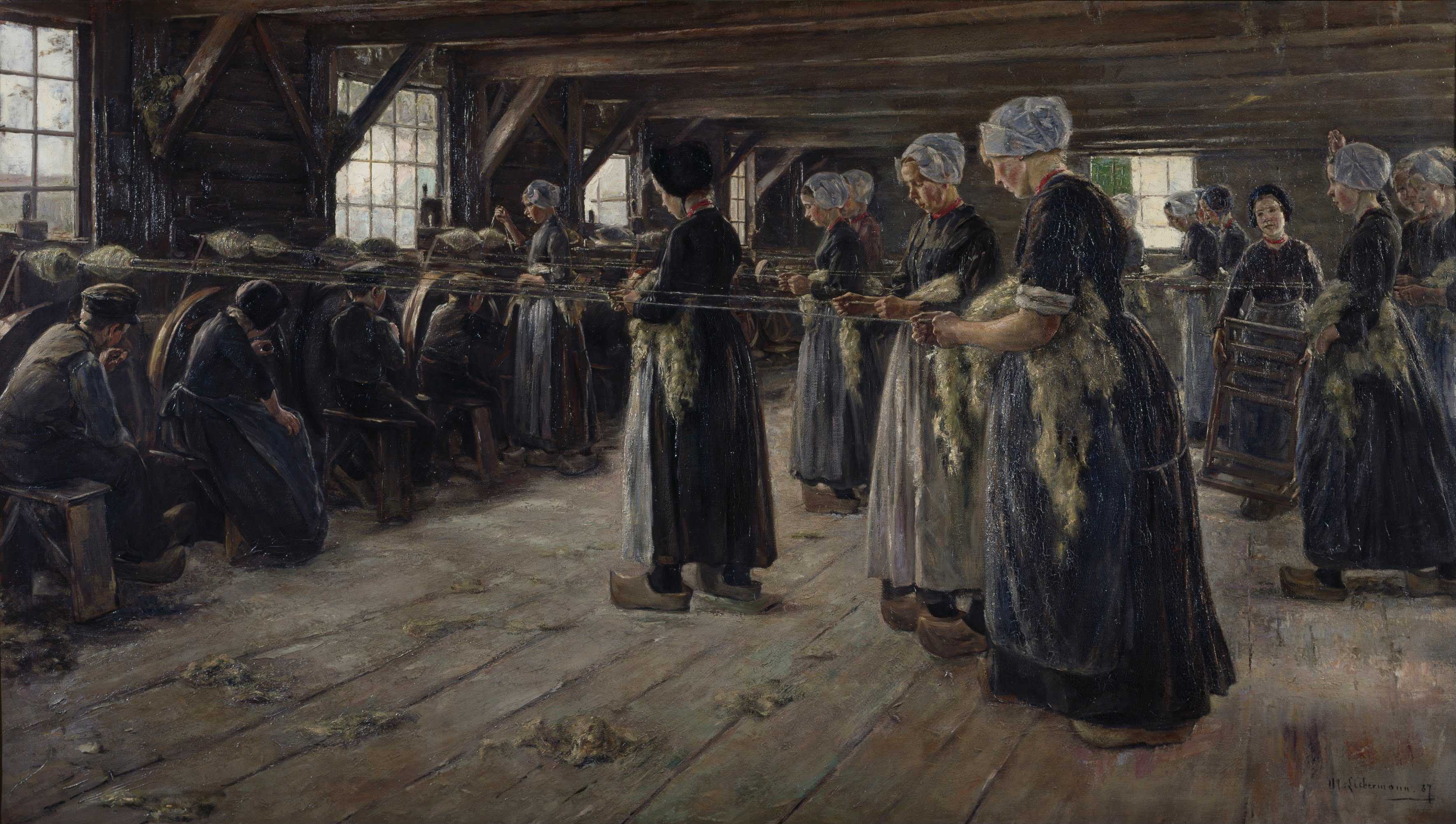
ラーレンの亜麻の乾燥場納屋 マックス・リーバーマン作
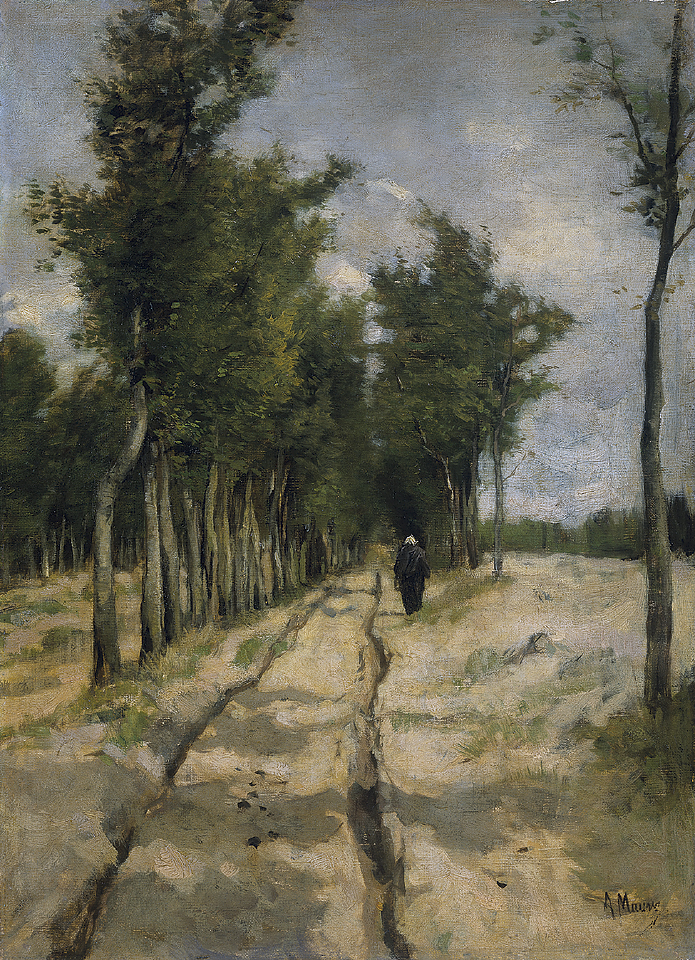
De Torenlaan te Laren アントン・モーヴ作
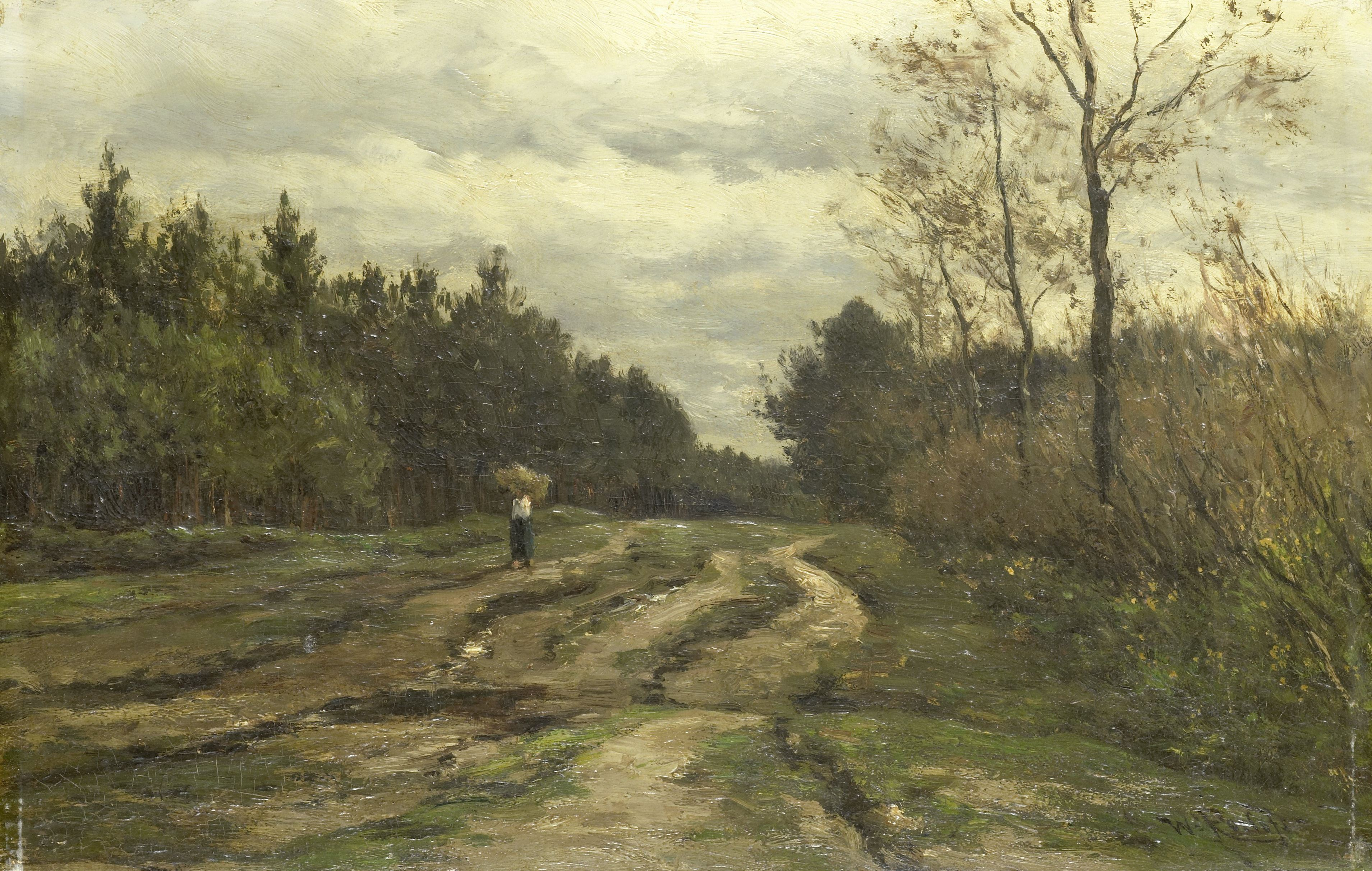
ラーレン近くの田舎道 (1870/1897) ウィレム・ルーロフス作
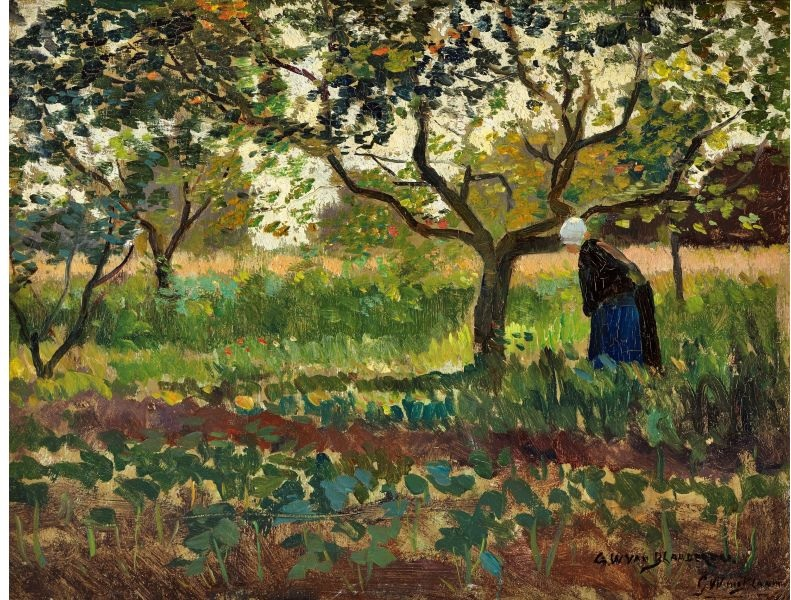
ラーレンの家庭菜園 (c.1904) ヘリット・ウィレム・ファン・ブラーデレン作

## 外部サイト
- ウィキメディア・コモンズには、ラーレン (北ホラント州)に関するカテゴリがあります。
- Official website